# Šatov (nádraží)
Šatov je železniční stanice v jihovýchodní části městyse Šatov v okrese Znojmo v Jihomoravském kraji, nedaleko potoka Daníž. Jedná se o hraniční železniční stanici s Rakouskem.

## Historie
Nádraží bylo postaveno podle návrhu architekta traťových budov Rakouské severozápadní dráhy Carla Schlimpa, která se tak stala první stanicí na území zemí Koruny české na hlavní a nejkratší železniční spojnici mezi Vídní a Berlínem. Stavba započala na sklonku roku 1869, 8. listopadu 1871 byla stanice otevřena pro pravidelnou přepravu. Nedaleko za stanicí v severním směru najíždějí vlaky na Znojemský viadukt překonávající široké údolí Dyje.
Poslední osobní vlak ze Znojma přes Šatov do Rakouska projel 18. května 1952, první přeshraniční spoje byly obnoveny až po pádu železné opony po roce 1989. Do stanice je z rakouské strany od roku 2009 dovedeno elektrické trakční vedení o napětí 15 kV 16,7 Hz, pro českou železniční síť atypické.

## Popis
Nachází se zde dvě modernizovaná hranová nástupiště s přístřeškem, k příchodu k vlakům slouží přechody přes kolejiště.